# Alice D'Amato
Alice D'Amato (Genova, 7 febbraio 2003) è una ginnasta italiana, campionessa olimpica alla trave, vice-campionessa olimpica a squadre a Parigi 2024, vincitrice della medaglia di bronzo a squadre ai Mondiali del 2019 e vincitrice di undici medaglie ai Campionati Europei.
Specialista alle parallele asimmetriche, su questo attrezzo ha vinto la medaglia di bronzo ai Campionati europei nel 2019, prima italiana a riuscire in tale impresa, cui ha fatto seguito l'argento nel 2022, l'oro nel 2023 e un secondo oro nel 2024. Nonostante le parallele siano il suo attrezzo di punta è anche una buona all-arounder, testimoniato dall'argento conquistato agli Europei del 2024 e dal quarto posto ottenuto ai Giochi olimpici di Parigi 2024, miglior risultato di sempre per un'italiana in una finale all-around olimpica. È inoltre, insieme a Nastia Liukin, Simone Biles e Rebeca Andrade, l'unica ginnasta ad aver conquistato cinque finali a un'Olimpiade dall'introduzione del nuovo Codice dei Punteggi.
Nel dicembre 2024 è stata premiata da La Gazzetta dello Sport, mediante i Gazzetta Sports Awards, come donna dell'anno.

## Biografia
Alice D'Amato nasce il 7 febbraio 2003 a Genova, sorella gemella della ginnasta Asia D'Amato. Inizia a praticare ginnastica artistica all'età di 7 anni, dopo aver praticato danza per un breve periodo, e dall'età di 12 anni si trasferisce a Brescia per allenarsi alla Brixia sotto la direzione di Enrico Casella, Marco Campodonico e Monica Bergamelli.
È tifosa della Sampdoria.

## Carriera junior

### 2015: gli esordi
Nel 2015 partecipa alla serie C1 riservata alle allieve, e con il suo contributo e quello delle compagne di squadra Giorgia Villa, Asia D'Amato, Angela Andreoli, e Clara Beccalossi, la Brixia sale sul gradino più alto del podio. Viene convocata a far parte del Trofeo Città di Jesolo con la squadra "young dreams", svolge un buon all-around con 49.600.

### 2016: categoria juniores, l'infortunio, campionati di categoria
A inizio 2016 si rompe il crociato, un infortunio che la costringe a stare a riposo per parecchio tempo, ritorna solo a novembre con i campionati di categoria, dove vince un oro alle parallele con 13.900 e un al corpo libero con 14.400.

### 2017: Serie A, Gymnix, Trofeo Città di Jesolo, Giochi del Mediterraneo, EYOF Assoluti
Compete nella prima tappa di Serie A con la Brixia di Brescia, insieme alle compagne Asia D'Amato, Giorgia Villa e Martina Maggio, Alice compete su tre attrezzi contribuendo alla vittoria della squadra. 
Viene convocata per partecipare all'International Gymnix a Montreal in Canada insieme alla sorella Asia, ad Elisa Iorio e a Giorgia Villa, la squadra italiana vince l'argento dietro agli Stati Uniti, Alice svolge un buon all-around piazzandosi settima, entra in finale alle parallele dove termina nuovamente in settima posizione.
Partecipa poi al Trofeo Città di Jesolo, la gara della squadra juniores non si è rivelata brillante culminando con l'infortunio della compagna Giorgia Villa, l'Italia termina comunque in seconda posizione dietro agli Stati Uniti, e il giorno successivo Alice si ferma al sesto posto nella finale di specialità alla trave.
Salta poi la seconda tappa di Serie A per partecipare ai Giochi del Mediterraneo juniores con Elisa Iorio e Martina Basile, l'Italia svolge una buonissima gara, l'Italia vince l'oro di squadra, la D'Amato è seconda nell'all-around e alla trave e vince un oro al corpo libero.
Si infortuna nuovamente, ed è costretta a saltare la terza tappa di Serie A, rientra poi per un incontro amichevole in preparazione agli EYOF, la squadra italiana che oltre ad Alice comprende Asia D'Amato, Elisa Iorio, Martina Basile e Matilde De Tullio, vince l'oro.
Viene scelta insieme alla gemella Asia e ad Elisa a partecipare agli EYOF, la squadra italiana vince l'argento, Alice svolge un buon all-around e si qualifica per la finale a parallele, che però non svolge, poiché il suo posto viene ceduto alla connazionale Elisa Iorio che vincerà poi l'oro dedicando la medaglia alla compagna di squadra.
Partecipa ai campionati italiani assoluti dove vince la medaglia di Bronzo nell'all-around dietro a Elisa Iorio e Asia D'Amato,si qualifica per le finali a parallele e trave, nel primo attrezzo commette però un errore, nel secondo attrezzo invece vince la medaglia di bronzo dietro a Sara Berardinelli e Martina Basile, (proprio alla trave svolge in uscita un triplo avvitamento, difficoltà F).
Partecipa infine all'ultima tappa di Serie A contribuendo alla vittoria dello scudetto della Brixia di Brescia.

### 2018: Serie A, Gymnix, l'infortunio, Assoluti, Europei
A inizio 2018 Alice partecipa alla prima tappa di Serie A, portando alla vittoria la propria squadra insieme alla compagne Asia D'Amato, Elisa Iorio e Giorgia Villa.
Partecipa al Gymnix con le compagne di squadra della Brixia, svolge un buon all-around classificandosi settima; l'Italia vince la medaglia d'oro, ma, nonostante delle buone performance, è costretta a rinunciare alle finali del giorno successivo, poiché durante la finale all-around accusa un forte dolore alla caviglia.
Tornata in Italia si sottopone ai vari controlli che attestano una frattura al malleolo, costretta a tenere il gesso e poi ad una lunga fase di recupero, a maggio dichiara di aver ripreso ad allenare tutti gli elementi a parallele, ma non ancora l'esercizio completo.
Rientra in campo per i campionati italiani assoluti di Riccione, dove non gareggia al corpo libero, porta uno Yurchenko con un solo avvitamento al volteggio, un esercizio ben eseguito alle parallele con 5.8 di D-Score e infine una trave semplificata. Si qualifica per la finale di specialità alle parallele, dove vince la medaglia d'argento con 14.050.
Prende poi parte all'incontro internazionale a Pieve di Soligo competendo sempre su tre attrezzi, la squadra italiana vince l'oro, insieme a Giorgia Villa, Elisa Iorio, Camilla Campagnaro, Giulia Cotroneo e Alessia Federici.
Viene convocata per i Campionati Europei di Glasgow insieme alla sorella Asia, Alessia Federici, Elisa Iorio e Giorgia Villa.
Svolge una buona gara gareggiando su tre attrezzi (volteggio, parallele, e corpo libero). Al volteggio esegue un avvitamento pulito e ben svolto. Alle parallele esegue un ottimo esercizio, ma cade nell'uscita in doppio avanti (riesce comunque ad ottenere 12.900), al corpo libero svolge un discreto esercizio che aiuta l'Italia a vincere la medaglia d'oro.

## Carriera senior

### 2019: Serie A, Trofeo di Jesolo, Campionati Europei e Mondiali
Partecipa alle varie tappe di serie A, con la Brixia, e alla competizione internazionale "Trofeo di Jesolo 2019". In queste competizioni dimostra di essersi ripresa completamente dagli infortuni che hanno limitato la sua carriera juniores.
Viene convocata per partecipare ai Campionati Europei 2019 di Stettino e si qualifica per disputare la finale all around e la finale alle parallele asimmetriche. Si classifica 4º nel concorso generale (con un punteggio totale di 53.233: volteggio 14.233, parallele 14.200, corpo libero 12.500 e trave 12.300). Il giorno successivo disputa la finale alle parallele asimmetriche dove ottiene un punteggio di 14.400 che le permette di classificarsi al 3º posto alle spalle soltanto delle russe Anastasia Ilyankova e Angelina Melnikova.
Partecipa ad un incontro amichevole pre-mondiale a Heerenveen in Olanda, con la sorella Asia, Giorgia Villa, Elisa Iorio, Desiree Carofiglio e Martina Maggio (quest'ultima gareggia però da individualista). La squadra italiana vince la medaglia d'oro e la D'Amato si ferma alla quarta posizione nella classifica all-around con 54,099 punti dietro alla compagna Giorgia Villa e alle olandesi Eythora Thorsdottir e Naomi Visser.
Viene inoltre convocata per i Campionati del Mondo che si sarebbero tenuti ad inizio ottobre a Stoccarda.
Nel frattempo partecipa ai Campionati Italiani Assoluti a Meda dove termina l'all-around in quarta posizione dietro alla sorella Asia, Desiree Carofiglio e Giorgia Villa; si qualifica inoltre per le finali di specialità a parallele e corpo libero. Durante le finali con 14.300 vince un bronzo alle parallele dietro a Giorgia Villa ed Elisa Iorio, al corpo libero arriva scarsa in atterraggio da una diagonale e,avvertendo un dolore al piede, decide di fermarsi in via precauzionale, visti gli imminenti campionati del mondo.
Ai Mondiali di Stoccarda la D'Amato, in qualificazione, gareggia solo a volteggio e parallele, dove ottiene rispettivamente 14,500 e 14,133. L'Italia in generale commette qualche errore alla trave ma riesce comunque a staccare il pass olimpico per Tokyo 2020 ed a qualificarsi all'ottavo e ultimo posto per la finale a squadre, con 161.931 punti. Nella finale a squadre la D'Amato gareggia nuovamente a volteggio e parallele dove ottiene i punteggi di 14,533 e 14,133. La squadra italiana, che oltre a lei comprende Asia D'Amato, Giorgia Villa, Elisa Iorio, Desiree Carofiglio e Martina Maggio (riserva), riesce a vincere una storica medaglia di bronzo dietro agli Stati Uniti e alla Russia, con 164,796 punti. È la prima medaglia di squadra vinta dalla nazionale italiana dal 1950.
Il 22 dicembre 2019 viene annunciato che Alice D'amato, insieme alle compagne di squadra vincitrici della medaglia di bronzo ai mondiali, sarebbe entrata a far parte del Gruppo sportivo delle Fiamme Oro.

### 2020: Serie A, Assoluti:)
Partecipa alla prima tappa di Serie A con la Brixia, dove compete a volteggio, parallele e corpo libero ed ottiene rispettivamente 14,500, 14,300 e 12,750.
Durante la seconda tappa ad Ancona, il 22 febbraio, gareggia a volteggio e alle parallele (dove commette una caduta) ed ottiene rispettivamente 14,450 e 13,350, contribuendo così con le compagne Giorgia Villa, Elisa Iorio, Asia D'Amato, Martina Maggio e Veronica Mandriota, alla vittoria della Brixia. In seguito, fino al 4 maggio è costretta a sospendere gli allenamenti a causa della pandemia di COVID-19.
Il 17 ottobre, dopo più di 7 mesi di lontananza dal campo gara, partecipa alla terza tappa di Serie A, durante la quale gareggia a volteggio e parallele asimmetriche, aiutando la squadra a vincere la tappa.
Il weekend del 7 e 8 novembre prende parte ai Campionati italiani assoluti; durante la finale all around esegue due buoni esercizi a volteggio e parallele, ma commette due cadute alla trave che le impediscono di raggiungere il podio. Il giorno seguente partecipa alle finali di specialità alle parallele e al corpo libero, concludendole rispettivamente al quarto e ottavo posto.
Il 21 e 22 novembre partecipa con la Brixia alla Final Six, ultima tappa di Serie A: durante le due giornate gareggia a volteggio e parallele, aiutando la squadra a vincere il suo diciottesimo Campionato.

### 2021: Serie A, Europei, Assoluti, Giochi olimpici e Campionati mondiali
Il 6 marzo partecipa con la Brixia alla prima tappa di Serie A, ad Ancona. Gareggia al volteggio (14,800), alle parallele (14,750) e alla trave (13,300), contribuendo alla vittoria della squadra.
La Brixia non prende parte alla seconda tappa di Serie A svoltasi il 28 marzo a causa di contagi da Covid-19.
Il 10 aprile partecipa invece alla terza tappa, gareggiando su tutti gli attrezzi: guadagna 14.550 al volteggio e 12.600 alla trave, ma cade una volta al corpo libero (11.800) e due volte alle parallele (12.650). La Brixia sale comunque sul gradino più alto del podio.
Viene convocata per partecipare ai Campionati europei a Basilea, dal 21 al 25 aprile. Nella giornata di qualificazioni gareggia su tutti e quattro gli attrezzi ma non si qualifica per la finale all around a causa della regola dei passaporti (due ginnaste della stessa nazione, Martina Maggio e Vanessa Ferrari, avevano ottenuto punteggi superiori al suo). 
Si qualifica però per la finale alle parallele, in ottava posizione, cui partecipa il 24 aprile terminando al quinto posto.
Il 15 maggio partecipa alla semifinale della Final Six, gareggiando a volteggio e parallele, dove ottiene rispettivamente 14,800 e 15,100. Il giorno successivo partecipa alla finale gareggiando sui medesimi attrezzi, e ottenendo su entrambi 14,750. La Brixia vince il suo 19º scudetto.
Il 5 luglio 2021 viene scelta dal direttore tecnico Enrico Casella per partecipare ai Giochi olimpici di Tokyo 2020.
Il 10 luglio partecipa ai Campionati italiani assoluti a Napoli gareggiando a volteggio, parallele e trave.
Il 25 luglio prende parte alla fase di qualificazione ai Giochi di Tokyo 2020, gareggiando su tutti gli attrezzi. Ottiene 14.333 al volteggio, 14.233 alle parallele, 12.600 alla trave e 13.033 al corpo libero aiutando la Nazionale italiana ad accedere alla finale a squadre col settimo punteggio; individualmente si qualifica per la finale all around col quindicesimo punteggio.
Durante la finale a squadre compete su tutti e quattro gli attrezzi ottenendo 13.100 al corpo libero, 14.166 al volteggio 14.166 alle parallele e 13.133 alla trave. Con un totale di 163.638 la squadra raggiunge il quarto posto complessivo a pochi decimi dalla terza classificata. È il miglior risultato per l'artistica femminile italiana aI giochi olimpici dopo l'argento ad Amsterdam 1928.
Il 29 luglio compete nella finale all around ottenendo 11.633 alla trave, 12.966 al corpo libero, 14.300 al volteggio e 13.000 alle parallele concludendo in 20ª posizione.
Il 10 ottobre viene annunciato che parteciperà ai Campionati mondiali di Kytakiushu in Giappone, insieme ad Asia D'Amato, Desiree Carofiglio ed Elisa Iorio. Si qualifica per la finale all around, dove termina in ottava posizione.

### 2022: oro e argento agli Europei
Il 12 febbraio torna in gara partecipando alla prima tappa di Serie A ad Ancona.
Nel mese di aprile, viene convocata per il Trofeo Città di Jesolo e conquista il secondo posto nella gara a squadre. A giugno viene convocata per i Giochi del Mediterraneo, dove contribuisce alla medaglia d'oro della squadra.
Ad agosto viene convocata per gli Europei. Nella finale a squadre vince la medaglia d'oro insieme alle compagne Asia D'Amato, Giorgia Villa, Martina Maggio e Angela Andreoli, per la prima volta dagli Europei del 2006 e per la seconda volta nella storia.
Il giorno seguente partecipa alla finale alle parallele asimmetriche, in cui vince la medaglia d'argento con il punteggio di 14.400.

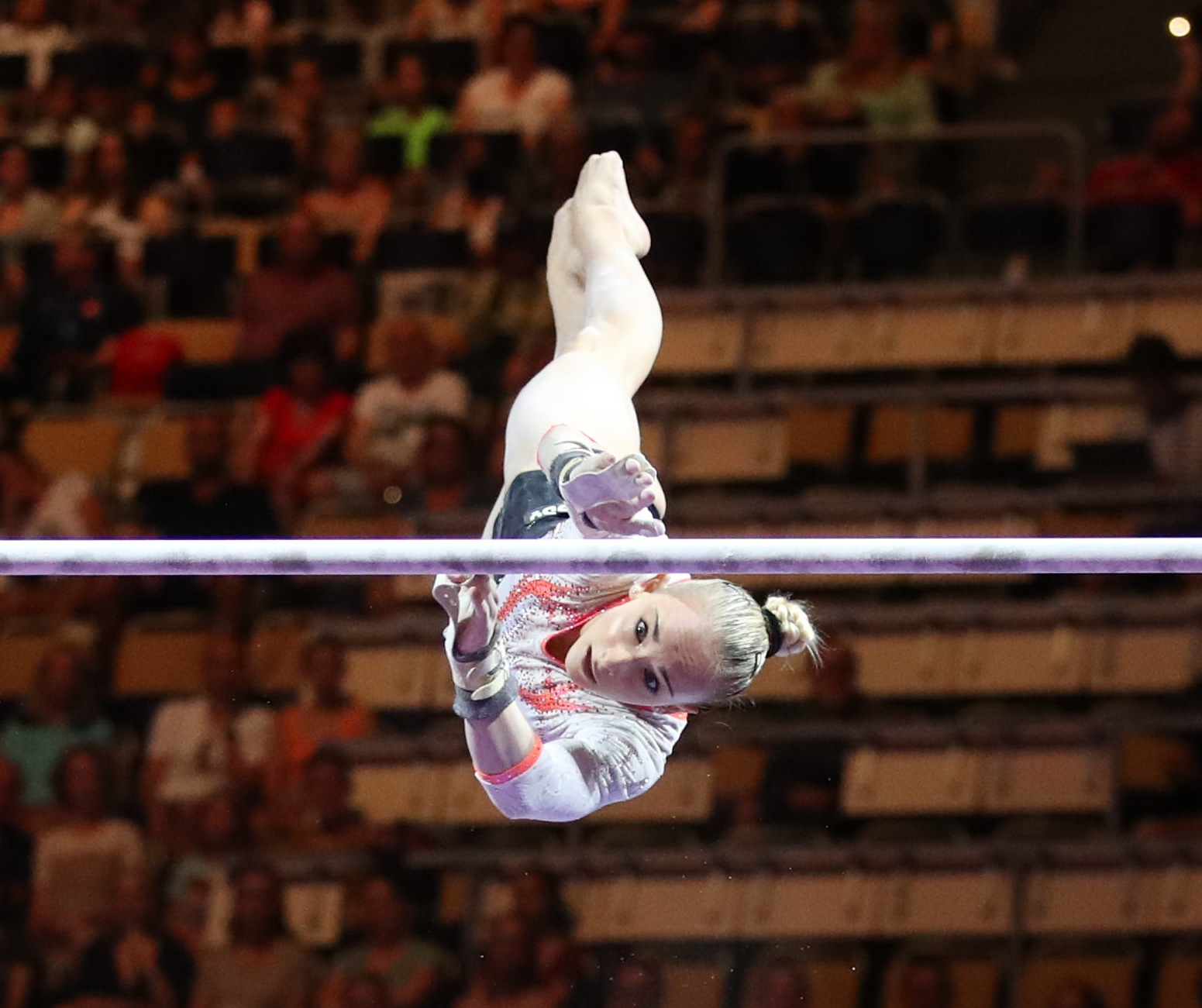
Alice D'Amato agli Europei 2022.

A ottobre partecipa ai Campionati Italiani Assoluti. Al termine della prima giornata di gara risulta in prima posizione con 56 punti. Dopo il secondo giorno di gara conclude la competizione all-around in seconda posizione con 111,250 punti, vincendo la medaglia d'argento. Vince inoltre un argento nella finale al corpo libero.
Il 25 ottobre viene convocata per i Mondiali di Liverpool. Durante la giornata di qualificazioni sale su tutti gli attrezzi e contribuisce a qualificare l'Italia per la finale a squadre con il quarto miglior punteggio; individualmente si qualifica al settimo posto per la finale all-around e all'ottavo posto per la finale al corpo libero (a causa invece di un errore alle parallele asimmetriche, suo attrezzo di punta, non riesce a qualificarsi per questa finale). Durante la finale a squadre cade alle parallele asimmetriche e, a causa di questo e altri errori commessi dalle italiane, la squadra non va oltre il quinto posto. Durante la finale all-around cade di nuovo alle parallele e termina la gara al decimo posto. Non partecipa alla finale al corpo libero perché il direttore tecnico Enrico Casella sceglie di sostituirla con Martina Maggio, ritenendo che quest'ultima avesse più possibilità di vincere una medaglia (essendo vice-campionessa europea in carica su questo attrezzo).

### 2023: tripletta agli Europei e quinta ai Mondiali
L'11 febbraio partecipa alla prima tappa di Serie A, contribuendo alla vittoria della Brixia. Tra il 23 e il 26 febbraio partecipa alla prima Coppa del Mondo dell'anno, a Cottbus, in Germania, durante la quale si qualifica in due finali su due, alle parallele asimmetriche e al corpo libero. Vince poi l'oro alle parallele, mentre termina quarta al corpo libero.
A marzo partecipa alla seconda tappa di serie A, contribuendo alla vittoria della squadra.
Il 1 aprile partecipa al Trofeo Città di Jesolo, gareggiando su tutti gli attrezzi. Contribuisce alla vittoria della squadra italiana e si qualifica inoltre per la finale alle parallele, dove vince l'oro.
Viene scelta per far parte della squadra italiana agli Europei di Antalya. Nella giornata di qualificazioni, conquista la medaglia d'argento insieme alla squadra e accede a quattro finali su cinque: all-around, parallele, trave e corpo libero. Durante la finale all-around conquista la medaglia di bronzo, dietro a Jessica Gadirova e Zsófia Kovács. Nella finale alle parallele, dopo il bronzo nel 2019 e l'argento nel 2022, si laurea campionessa europea. Conclude al quinto posto sia la finale alla trave sia quella al corpo libero.
A fine aprile, viene convocata alla Coppa del Mondo individuale del Cairo, insieme alle compagne di squadra Giorgia Villa e Asia D'Amato: partecipa alla finale di specialità alle parallele asimmetriche dove conquista l'oro con 14.633 (6.2 di D Score), seguita da Giorgia Villa.
Agli Assoluti, svolti all'inizio di settembre a Padova, si laurea per la prima volta campionessa italiana all-around con un punteggio di 113.550 (da dividere nelle due giornate di gara) e campionessa alle parallele asimmetriche (15,150).
Nel mese di ottobre, viene convocata insieme ad Angela Andreoli, Arianna Belardelli, Manila Esposito, Elisa Iorio e Veronica Mandriota ai Mondiali di Anversa, dove aiuta la squadra a qualificarsi per le i Giochi Parigi 2024 e ottiene la finale all-around. Manca, però, l'ingresso alla finale alle parallele asimmetriche, a causa di una caduta durante la qualificazione. Durante la finale a squadre contribuisce al quinto posto della squadra italiana, mentre nella finale all-around termina in quinta posizione, nonostante una caduta al corpo libero. Il suo quinto posto è il miglior risultato di una ginnasta italiana dopo il bronzo di Vanessa Ferrari nel 2007.

### 2024: Europei e i Giochi di Parigi
Il 7 febbraio torna in gara durante la prima tappa di serie A, presentando il Silivas a corpo libero e nuovi collegamenti alla trave. Il 23 febbraio prende parte alla seconda tappa.
Il 20 e 21 aprile prende parte al Trofeo Città di Jesolo, durante il quale vince l'oro con la squadra italiana e l'argento nell'all-around. Fra il 2 e il 5 maggio prende parte ai Campionati Europei di Rimini, insieme a Manila Esposito, Elisa Iorio, Angela Andreoli e Asia D'Amato. Nella giornata di qualificazioni, valida anche come finale all-around, vince la medaglia d'argento dietro alla compagna di squadra Esposito. Contribuisce alla qualifica della squadra italiana per la finale e accede alle finali a parallele e trave. Il 4 maggio vince l'oro alle parallele, mentre il 5 corona la competizione vincendo la finale a squadre con le compagne.
Il 25 e 26 maggio prende parte alla Final Six, ultima tappa di Serie A, con la Brixia, terminando la gara al secondo posto.
Il 5 e 7 luglio si svolgono i Campionati italiani assoluti, che oltre a decretare le migliori ginnaste italiane sono anche un banco di prova per i Giochi olimpici, che si sarebbero svolte tre settimane dopo. D'Amato vince l'oro individuale, oltre a quelli a parallele e a trave e a un bronzo al corpo libero. Il 7 luglio viene inclusa nella squadra olimpica di ginnastica artistica.
Il 30 luglio 2024, ai Giochi di Parigi 2024, vince la medaglia d'argento nella prova a squadre femminile, insieme ad Manila Esposito, Elisa Iorio, Angela Andreoli e Giorgia Villa; nell'occasione, l'Italia vince la sua prima medaglia nella disciplina dal 1928. Il 1º agosto, in occasione del concorso individuale, si classifica in quarta posizione con un punteggio totale di 56.333, dietro a Simone Biles, Rebeca Andrade e Sunisa Lee. Il 5 agosto, nella finale alla trave, conquista la medaglia d'oro con un punteggio di 14.366 diventando la prima campionessa olimpica nella storia della ginnastica artistica italiana, in un podio che vede al secondo posto la cinese Zhou Yaqin e al terzo posto la sopracitata Manila Esposito.
Con un oro e un argento, si laurea come atleta azzurra più medagliata della spedizione olimpica.

## Risultati

### Junior
| Anno | Competizione                             | Squadra | Individuale | Volteggio | Parallele | Trave   | Corpo libero |
| ---- | ---------------------------------------- | ------- | ----------- | --------- | --------- | ------- | ------------ |
| 2015 | Trofeo Città di Jesolo                   |         | 24          |           |           |         |              |
| 2017 | 1 tappa di Serie A                       | Oro     |             |           |           |         |              |
| 2017 | International Gymnix                     | Argento | 7           |           | 7         |         |              |
| 2017 | Trofeo Città di Jesolo                   | Argento | 20          |           |           | 6       |              |
| 2017 | Giochi del Mediterraneo juniores         | Oro     | Argento     |           |           | Argento | Oro          |
| 2017 | Incontro internazionale amichevole       | Oro     | 4           |           |           |         |              |
| 2017 | Festival Olimpico della gioventù europea | Argento |             |           |           |         |              |
| 2017 | Assoluti                                 |         | Bronzo      |           | 7         | Bronzo  | 8            |
| 2017 | 4 tappa di Serie A                       | Oro     |             |           |           |         |              |
| 2018 | 1 tappa di Serie A                       | Oro     |             |           |           |         |              |
| 2018 | International Gymnix                     | Oro     | 7           |           |           |         |              |
| 2018 | Assoluti                                 |         |             |           | Argento   |         |              |
| 2018 | Pieve di Soligo (amichevole)             | Oro     |             |           |           |         |              |
| 2018 | Campionati europei                       | Oro     |             |           |           |         |              |

### Senior
| Anno | Competizione                        | Squadra | Individuale | Volteggio | Parallele | Trave | Corpo libero |
| ---- | ----------------------------------- | ------- | ----------- | --------- | --------- | ----- | ------------ |
| 2019 | 1 tappa di Serie A                  | Oro     |             |           |           |       |              |
| 2019 | Trofeo Città di Jesolo (amichevole) | Bronzo  | 5           |           | 5         |       |              |
| 2019 | 2 tappa di Serie A                  | Oro     |             |           |           |       |              |
| 2019 | Campionati europei                  |         | 4           |           | Bronzo    |       |              |
| 2019 | 3 tappa di Serie A                  | Oro     |             |           |           |       |              |
| 2019 | Heerenveen (amichevole)             | Oro     | 4           |           |           |       |              |
| 2019 | Assoluti                            |         | 4           |           | Bronzo    |       | 8            |
| 2019 | Campionati del mondo                | Bronzo  |             |           |           |       |              |
| 2020 | 1 tappa di Serie A                  | Oro     |             |           |           |       |              |
| 2020 | 2 tappa di Serie A                  | Oro     |             |           |           |       |              |
| 2020 | 3 tappa di Serie A                  | Oro     |             |           |           |       |              |
| 2020 | Assoluti                            |         | 5           |           | 4         |       | 8            |
| 2020 | Final Six di Serie A                | Oro     |             |           |           |       |              |
| 2021 | 1 tappa di Serie A                  | Oro     |             |           |           |       |              |
| 2021 | 3 tappa di Serie A                  | Oro     |             |           |           |       |              |
| 2021 | Campionati europei                  |         |             |           | 5         |       |              |
| 2021 | Final Six di Serie A                | Oro     |             |           |           |       |              |
| 2021 | FIT-Challenge (amichevole)          | Bronzo  | 7           |           |           |       | 6            |
| 2021 | Assoluti                            |         |             |           | Bronzo    |       |              |
| 2021 | Giochi olimpici di Tokyo 2020       | 4       | 20          |           |           |       |              |
| 2021 | Campionati del mondo                |         | 8           |           |           |       |              |
| 2021 | Swiss Cup (amichevole)              | Bronzo  |             |           |           |       |              |
| 2022 | 1 tappa di Serie A                  | Oro     |             |           |           |       |              |
| 2022 | 2 tappa di Serie A                  | Oro     |             |           |           |       |              |
| 2022 | 3 tappa di Serie A                  | Oro     |             |           |           |       |              |
| 2022 | Final Six                           | Oro     |             |           |           |       |              |
| 2022 | Giochi del Mediterraneo             | Oro     |             |           |           |       |              |
| 2022 | Campionati europei                  | Oro     |             |           | Argento   |       |              |
| 2022 | Assoluti                            |         | Argento     |           | 4         | 8     | Argento      |
| 2022 | Campionati del mondo                | 5       | 10          |           |           |       |              |
| 2023 | 1 tappa di Serie A                  | Oro     |             |           |           |       |              |
| 2023 | Coppa del mondo                     |         |             |           | Oro       |       | 4            |
| 2023 | 2 tappa di Serie A                  | Oro     |             |           |           |       |              |
| 2023 | Trofeo Città di Jesolo              | Oro     |             |           | Oro       |       |              |
| 2023 | Campionati europei                  | Argento | Bronzo      |           | Oro       | 5     |              |
| 2023 | 3 tappa di Serie A                  | Oro     |             |           |           |       |              |
| 2023 | Serie A Final Six                   | Oro     |             |           |           |       |              |
| 2023 | Assoluti                            |         | Oro         |           | Oro       |       |              |
| 2023 | Campionati del mondo                | 5       | 5           |           |           |       |              |
| 2024 | 1 tappa di Serie A                  | Oro     |             |           |           |       |              |
| 2024 | 2 tappa di Serie A                  | Oro     |             |           |           |       |              |
| 2024 | 3 tappa di Serie A                  | Oro     |             |           |           |       |              |
| 2024 | Trofeo Città di Jesolo              | Oro     | Argento     |           |           |       |              |
| 2024 | Campionati europei                  | Oro     | Argento     |           | Oro       | 5     |              |
| 2024 | Serie A Final Six                   | Argento |             |           |           |       |              |
| 2024 | Assoluti                            |         | Oro         |           | Oro       | Oro   | Bronzo       |
| 2024 | Giochi olimpici di Parigi 2024      | Argento | 4           |           | 5         | Oro   | 6            |

## Televisione
Ad aprile 2020 partecipa ad uno spot pubblicitario per la Tampax insieme alle compagne Asia D'Amato, Giorgia Villa, Elisa Iorio e Martina Maggio.